# 羅馬尼亞交通
羅馬尼亞是位於中歐和東南歐的一個人口稠密的國家，擁有稠密和現代化的交通基礎設施。在羅馬尼亞，交通設施屬於國家資產，由羅馬尼亞交通、建設和觀光部管理。不過羅馬尼亞內政部擁有一些交通設施的特許經營權。羅馬尼亞最重要的水路是多瑙河，最大的港口是康斯坦察。布加勒斯特機場是羅馬尼亞最主要的國際機場和歐洲的交通樞紐。羅馬尼亞國內鐵路由羅馬尼亞鐵路負責運行。據CIA世界概況，羅馬尼亞國內公路總長度198,817 km。